# 亞西西的加辣
亞西西的加辣（義大利語：Chiara d'Assisi，原名加辣·格拉齊亞尼，1194年7月16日—1253年8月11日）是意大利圣人，亚西西的方济各最早的追随者之一。她担任亚西西的方济各所创立的属於方济各会传统的女性修會贫穷修女会的第一任院长（会长）。在她去世后，该修会命名为加辣亞西西貧窮女修會。